# Grabadora de vuelo

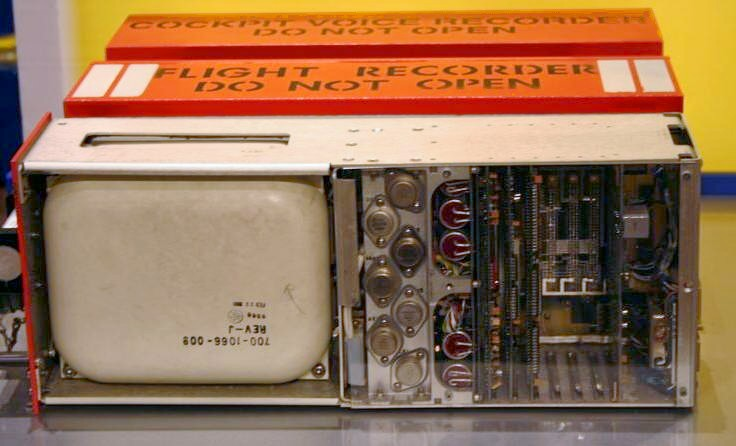
Una registrador de vuelo típico, comúnmente conocido como "caja negra". A pesar del apodo tiene un color llamativo para facilitar su hallazgo en caso de accidente.

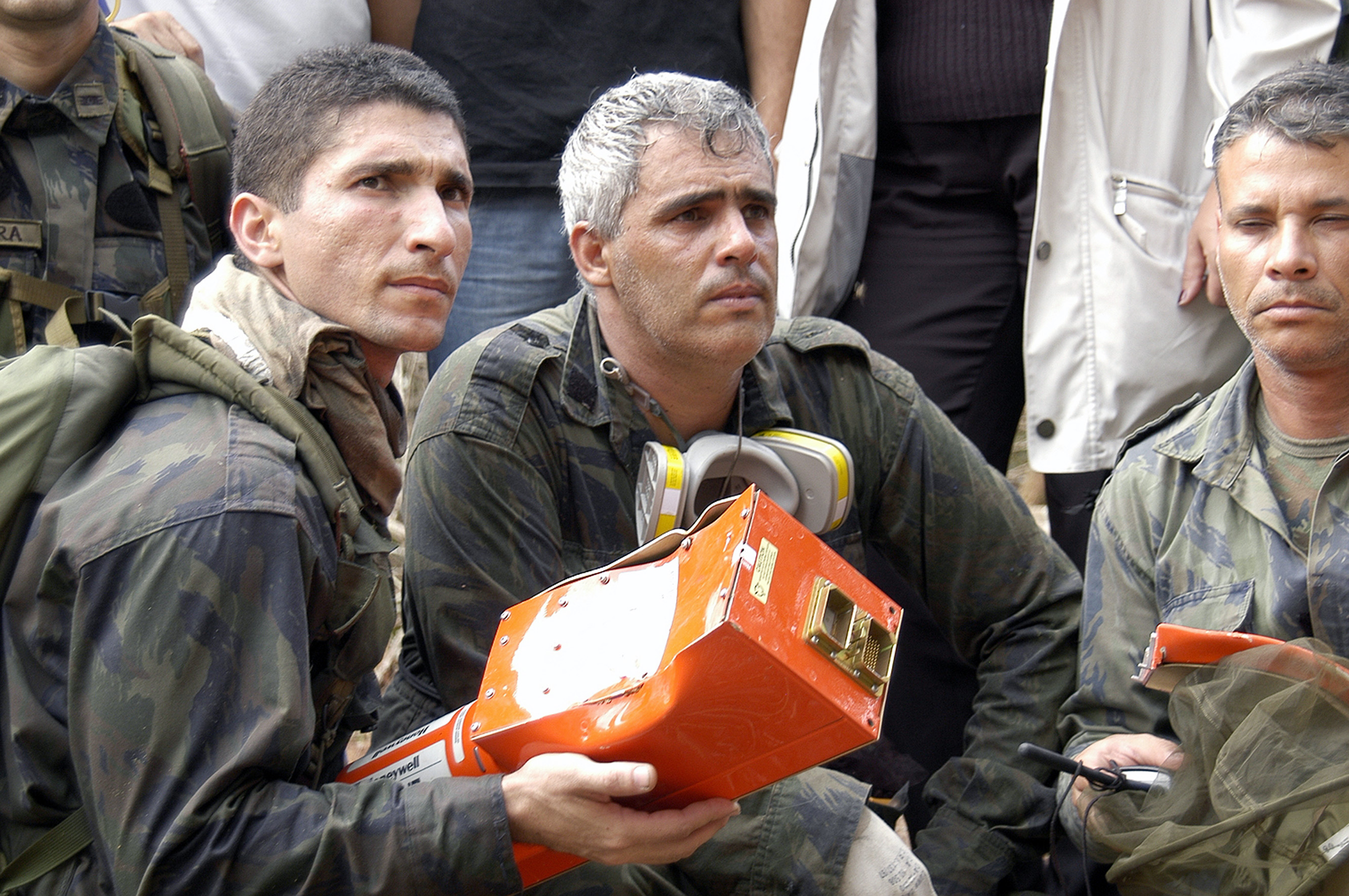
Imagen posterior a la colisión del Vuelo 1907 de Gol, con personal de la Fuerza Aérea de Brasil recuperando el grabador de datos de vuelo, conocida como "caja negra".

Una grabadora de vuelo (en Inglés: Flight recorder) es un dispositivo de grabación electrónico que se instala en una aeronave para facilitar la investigación a los entes encargados de investigar el accidente al momento de ocurrir un accidente e incidente de aviación. A menudo se le conoce coloquialmente como «caja negra», un nombre anticuado que se ha vuelto inapropiado, ya que ahora se exige pintarlas de color naranja brillante para facilitar su recuperación tras un accidente.
Existen dos tipos de dispositivos de grabación de vuelo: la grabadora de datos de vuelo (FDR por sus siglas en inglés), es el dispositivo que conserva el historial reciente del vuelo mediante la grabación de decenas de parámetros recopilados varias veces por segundo; y la grabadora de voz de cabina (CVR), es la que conserva el historial reciente de los sonidos en la cabina del piloto, incluyendo las conversaciones de la tripulación de vuelo. Ambos dispositivos pueden combinarse en una sola unidad. Juntos, la FDR y la CVR documentan objetivamente el historial de vuelo de la aeronave, lo que puede ser útil en cualquier investigación posterior.
Las dos grabadoras de vuelo están sujetas a la normativa internacional, supervisada por la Organización de Aviación Civil Internacional (OACI), y deben ser capaces de resistir las condiciones que probablemente se presenten en un accidente aéreo grave. Por ello, suelen estar especificadas para soportar un impacto de 3400 g y temperaturas superiores a 1000 °C (1830 °F), según lo exige la norma EUROCAE ED-112. Han sido un requisito obligatorio en los aviones comerciales de los Estados Unidos desde 1967. Tras la inexplicable desaparición del vuelo 370 de Malaysia Airlines en 2014, se ha solicitado la transmisión en directo de datos a tierra, así como la prolongación de la duración de la batería de las radiobalizas submarinas.

## La caja negra revolucionó la industria aeronáutica
Se denomina caja negra o registrador de vuelo al dispositivo que, principalmente en las aeronaves y coches motores o locomotoras de trenes, registra la actividad de los instrumentos y las conversaciones en la cabina. Su función es almacenar datos que, en caso de un accidente, permitan analizar lo ocurrido en los momentos previos. Según las normas de aviación internacionales, estos aparatos hoy son obligatorios en todos los vuelos comerciales ya que graban los datos del viaje y son clave en las investigaciones sobre accidentes de avión. Gracias a ellos, nueve de cada diez accidentes, se pueden explicar. Por eso se ha puesto tanto empeño a la caja de vuelo MH370 de Malaysia Airlines perdido en marzo del 2014 en vuelo de Kuala Lampur, capital de Malasia, a Pekín, capital de China.
Como ocurre con tantos otros inventos sofisticados, no tiene un único inventor, pero el primer prototipo de caja negra, data del año de 1939 y fue diseñado por el ingeniero francés Francois Hussenot. Se trataba de una rudimentaria caja hecha con filme fotográfico calibrada con espejos. Los sensores a bordo lanzaban flashes en el filme fotográfico y así se registraba el historial del vuelo. Consciente de lo importante de su invento, se dice que Hussenot escondió la caja del ejército nazi invasor de su patria, enterrándola cerca de una playa del Océano Atlántico en junio de 1940. Y como también ocurre con tantos avances tecnológicos, la guerra perfeccionó la tecnología, que se extendió a los vuelos comerciales en todo el mundo. Después de la Segunda Guerra Mundial, algunos dispositivos usaban fotografía y otros imprimían los datos en bobinas de aluminio.
Los primeros registradores de vuelo se empezaron a usar a finales de los años 1950 y se les llamó cajas negras, denominación que perduró incluso después de que se pintasen de color naranja, esto para facilitar su localización tras un accidente. La denominación de cajas negras proviene, al igual que en otras situaciones (como día negro) de que en el momento que las cajas negras se hacen necesarias, es porque ha sucedido un accidente aéreo.

## Grabadoras de audio
La caja negra propiamente dicha es obra del australiano David Warren. En 1953 le pidieron a este químico e ingeniero de aviación que ayudara a descubrir la causa de una serie de accidentes aéreos. Los expertos intentaban entender por qué varios aviones Comet, se habían estrellado sin ninguna explicación, lo que ponía en duda el futuro de los vuelos comerciales. Me quedé pensando para mis adentros ... Si pudiéramos recuperar esos últimos segundos dijo en una entrevista en 1985 citada por The New York Times, se ahorrarían muchas discusiones e incertidumbre. Un año más tarde, Warren propuso instalar un dispositivo de grabación en la cabina del piloto y para 1958 había producido el prototipo de la Unidad de Memoria del Vuelo. Esa primera versión era ligeramente más grande que la mano de un adulto, pero capaz de grabar unas cuatro horas de conversación de cabina y de lecturas de mandos. La versión de Warren grababa el sonido en una bobina de acero magnetizado. Para sorpresa de Warren, el dispositivo fue rechazado por las autoridades de aviación, que le encontraron "poca utilidad directa e inmediata para las aeronaves civiles", mientras que los pilotos dijeron que era como un "Big Brother" (Gran Hermano) que espiaría su trabajo.
Cuando Warren llevó el invento al Reino Unido, fue recibido con entusiasmo y luego de un reportaje de la BBC sobre el aparato, los fabricantes comenzaron a interesarse con el proyecto. Mientras tanto en Estados Unidos, ya había investigaciones sobre el aparato y en 1960, ya se daban los primeros pasos para hacer que los dispositivos fueran obligatorios. A mediados de la década de 1960, los registradores de vuelo -de datos y de voz- eran obligatorios para los aviones comerciales. Actualmente, las computadoras de vuelo, han reemplazado a la cinta magnética, los dispositivos pueden grabar más datos y son mucho más propensos a sobrevivir a un impacto. Debe tener una etiqueta con las letras de al menos 2.5 cm de alto que digan: "REGISTRADOR DE VUELO NO ABRIR" en inglés y francés.

## Registradoras actuales
Los registradores actuales emplean microcircuitos de memoria flash, capaces de almacenar datos durante varios años sin alimentación de energía. En la actualidad graban digitalmente las dos últimas horas o los últimos treinta minutos (según el modelo) de todas las conversaciones realizadas en la cabina, tanto las realizadas por los pilotos como las de ambiente, que se captan por medio de un micrófono normalmente instalado en el panel superior (overhead) y que registra todos los sonidos que se producen en cabina (conversaciones, avisos sonoros del avión, etc). Esos registradores contienen también tarjetas de circuito que procesan y comprimen los datos, aunque sólo los microcircuitos de memoria están encerrados en el bloque antichoque de la caja. Ese bloque se cubre con un blindaje grueso de acero para que resista los aplastamientos por impacto. Bajo el acero hay una capa de aislante térmico diseñado para proteger los microcircuitos de memoria de los incendios que suelen ocurrir tras un accidente del reactor.
Todas las aeronaves comerciales de gran tamaño llevan dos cajas: la grabadora de voces de cabina o CVR (Cabin Voice Recorder - CDR) que recoge las conversaciones de la tripulación de vuelo y los sonidos procedentes de la cabina, y el registrador de datos de vuelo (Flight Data Recorder - FDR), que anota la altitud del aparato, su velocidad con respecto al aire, su rumbo y otras lecturas instrumentales. Dada la importancia de esa información, los registradores se diseñan para resistir aceleraciones considerables, además de ubicarse en sitios que suelen ser menos castigados por un impacto como la cola del avión. 
Recientemente se amplió la lista de lecturas instrumentales a almacenar y también se ha propuesto que cada grabadora de voces de cabina esté equipada con una fuente de alimentación de reserva para que pueda seguir funcionando aunque se averíen los circuitos eléctricos de la aeronave.
Las cajas negras más modernas disponen de entradas para almacenar vídeo, dando la posibilidad de grabar las acciones sucedidas en la cabina de vuelo en los momentos previos al accidente.

## Prueba de certificación
Las pruebas de certificación que se realizan para comprobar que estén preparadas, son las siguientes:
- Prueba de impacto: una pistola de gas lanza el registrador contra un blanco de aluminio, produciendo una fuerza máxima de 3500 kilos.

- Prueba de resistencia a la penetración: se deja caer sobre el aparato, desde tres metros de altura, una masa de 225 kilos provista de una punta de acero templado.

- Prueba de aplastamiento estático: un actuador aplica una compresión de 2300 kilopondios.

- Prueba de inmersión a gran profundidad: el registrador debe resistir 24 horas en una cámara llena de agua marina a presión.

- Prueba de ignifugación: se le somete a llamas de 1.100 °C.

## Deficiencias y propuestas de innovación
Una de las mayores deficiencias de las cajas negras es la posibilidad de pérdida -especialmente en accidentes sucedidos en el mar- o destrucción total. Para subsanar esas deficiencias se han propuesto innovaciones como la elaboración de cajas negras flotantes, auto-expulsables en caso de accidente, dotarlas de un localizador GPS, o con capacidad para transmitir los datos vía satélite a medida que se registran. La tecnología de cajas negras auto-expulsables fue utilizada inicialmente en la aviación militar y desde 2015 en algunos aviones comerciales.
La posibilidad de utilizar sistemas de transmisión de datos vía satélite en tiempo real ha sido observada debido al peligro de que personas o empresas ajenas a las autoridades a cargo de la investigación de los accidentes, pudieran acceder a la información para manipularla o utilizarla abusivamente.

## Navegación marítima

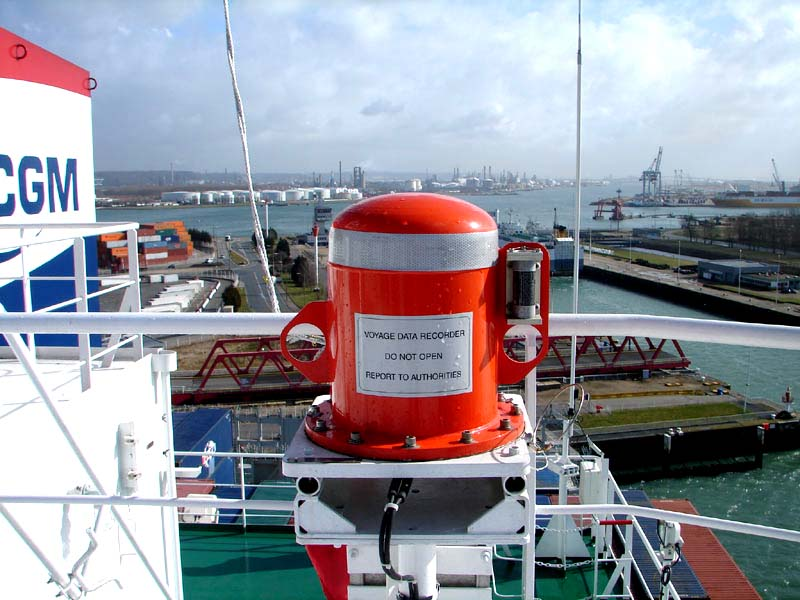
Registradores marítimos tipo RDT.

Actualmente es obligatoria la instalación de un Registrador de Datos de la Travesía (RDT o VDR por sus siglas en inglés) en todos los buques de nueva construcción, con la excepción de buques que no sean de pasaje cuyo arqueo bruto sea inferior a 3000 toneladas. Existen versiones simplificadas (S-VDR) para buques más pequeños. 
La filosofía es similar al caso de las aeronaves: se graban los sonidos captados en el puente de mando y los alerones (especie de "balcón" que posee el puente, a babor y estribor), audio del sistema VHF y por otro lado se graban datos de los mandos tales como ángulo de timón, velocidad de máquinas, estado de puertas estancas, junto a datos del GPS, de la ecosonda, del radar, u otros. Todo queda registrado en una cápsula hermética que sobreescribe los datos periódicamente dejando siempre legibles las últimos 12 horas (48 horas según MSC.333(90)) anteriores al corte de energía, los que deben conservarse por un mínimo de 30 días posteriores. Las cápsulas pueden quedar fijas al casco o liberarse mediante zafas hidrostáticas como las radiobalizas de emergencia y las balsas salvavidas.